# 興海県
興海県（こうかい-けん）は中華人民共和国青海省海南チベット族自治州に位置する県。

## 歴史
古代においては羌の活動地域であり、唐代には土蕃に属した。明代になると朶甘思宣慰司の管轄地とされ、明末から清初にかけてはホシュート（和碩特）の勢力下に置かれたが、雍正年間に中央朝廷が行政権を回復すると「欽差総理青海蒙古番地事務大臣衙門」の管轄とされた。
中華民国が成立すると当初は「青海弁事長官」後に「蒙番宣慰使和甘辺寧海鎮寧使」の管轄とされた。1929年（民国18年）、青海省が設置されると共和県の管轄とされた。1939年（民国28年）、興海設治局が成立、1943年（民国32年）に興海県に昇格した。1952年に興海蔵族自治区に改編されたが同年再び興海県と改められた。

## 行政区画
- 鎮:子科灘鎮、河卡鎮、曲什安鎮
- 郷:温泉郷、竜蔵郷、中鉄郷、唐乃亥郷